# Catocala albimixta
Catocala albimixta là một loài bướm đêm trong họ Erebidae.